# Amata (Fluss)
Die Amata (deutsch Ammat) ist ein linksseitiger Nebenfluss der Gauja in Lettland. Der Fluss entspringt auf dem Livländischen Höhenrücken im Kūkālis-See und hat für baltische Verhältnisse ein starkes Gefälle. Der Unterlauf liegt in einem steilen, 15–25 Meter tiefen Tal mit seitlichen Sand- und Dolomitfelsen an den Ufern.
Bei herbstlichem Hochwasser ist die Amata ein beliebtes Ziel von Boots- und Kanufahrern.